# Grand-Bevange
Grand-Bevange (lb. Groussbéiweng) – mała miejscowość (lieu-dit) w południowo-zachodnim Luksemburgu, w gminie Garnich, w kantonie Capellen. Do 3 października 2015 leżała w dystrykcie Luksemburg.